# Luoning
Der Kreis Luoning (chinesisch 洛宁县, Pinyin Luòníng Xiàn) ist ein Kreis in der chinesischen Provinz Henan, der zum Verwaltungsgebiet der bezirksfreien Stadt Luoyang gehört. Er hat eine Fläche von 2.306 km² und zählt 435.700 Einwohner (Stand: Ende 2018). Sein Hauptort ist die Großgemeinde Chengguan (城关镇).
In Luoning befindet sich der 2007 eröffnete Nationale Geopark Shenlingzhai.

## Administrative Gliederung
Auf Gemeindeebene setzt sich der Kreis aus drei Großgemeinden und fünfzehn Gemeinden zusammen. 